# Jamorko Pickett
Jamorko Pickett (Washington, D.C., 24 de dezembro de 1997) é um jogador norte-americano de basquete profissional que atualmente joga no Detroit Pistons da National Basketball Association (NBA) e no Motor City Cruise da G-League.
Ele jogou basquete universitário pela Universidade de Georgetown.

## Início da vida e carreira no ensino médio
Como calouro, Pickett frequentou a Spingarn High School, mas não jogou pelo time de basquete. Depois que sua escola fechou, ele se mudou para a Eastern High School. Ele só começou a jogar pela equipe de basquete em seu terceiro ano e assumiu um papel de liderança no último ano. Pickett jogou uma temporada de pós-graduação na Massanutten Military Academy em Woodstock, Virgínia, para ganhar mais interesse das universidades. Um recruta de quatro estrelas, ele inicialmente se comprometeu a jogar basquete universitário em Ole Miss antes de mudar seu compromisso para Georgetown.

## Carreira universitária
Durante sua temporada de calouro, Pickett marcou 21 pontos em duas derrotas para Xavier. Como calouro, ele teve médias de 9,6 pontos e 3,7 rebotes e foi nomeado para a Equipe de Novatos da Big East. Ele teve médias de 6,2 pontos e 3,8 rebotes em sua segunda temporada e teve médias de 10,2 pontos e 6,3 rebotes em seu terceiro ano. Em 8 de dezembro de 2020, Pickett registrou 19 pontos e 18 rebotes na vitória por 80-48 contra Coppin State. Ele ajudou Georgetown a ganhar seu primeiro título do Torneio da Big East desde 2007. Em seu último ano, ele teve médias de 12,2 pontos, 7,2 rebotes e 2,1 assistências.
Ele optou por renunciar ao ano adicional de elegibilidade universitária e se declarar para o draft da NBA de 2021.

## Carreira profissional
Depois de não ser selecionado no draft de 2021, Pickett se juntou ao Detroit Pistons para a Summer League de 2021 e teve médias de 9,8 pontos e 3,8 rebotes em cinco jogos. Em 24 de setembro de 2021, Pickett assinou um contrato com os Pistons e com o Motor City Cruise da G-League.

## Estatísticas da carreira

### Universitário
| Ano      | Equipe     | PJ  | PT  | MPJ  | AP   | 3P   | LL   | RT  | AS  | BR  | TO  | PPJ  |
| -------- | ---------- | --- | --- | ---- | ---- | ---- | ---- | --- | --- | --- | --- | ---- |
| 2017–18  | Georgetown | 30  | 28  | 27.5 | .363 | .357 | .745 | 3.7 | 1.8 | .4  | .6  | 9.6  |
| 2018–19  | Georgetown | 31  | 23  | 23.6 | .382 | .356 | .606 | 3.8 | 1.1 | .8  | 1.0 | 6.2  |
| 2019–20  | Georgetown | 32  | 32  | 30.9 | .383 | .376 | .757 | 6.3 | 1.1 | .7  | .9  | 10.2 |
| 2020–21  | Georgetown | 26  | 26  | 34.7 | .385 | .373 | .827 | 7.2 | 2.1 | 1.0 | .6  | 12.2 |
| Carreira | Carreira   | 119 | 109 | 29.1 | .378 | .356 | .733 | 5.2 | 1.5 | .7  | .7  | 9.5  |

Fonte: